# Progarypus peruanus
Progarypus peruanus är en spindeldjursart som beskrevs av Beier 1959. Progarypus peruanus ingår i släktet Progarypus och familjen Olpiidae. Inga underarter finns listade i Catalogue of Life.